# Cuencamé
Cuencamé de Ceniceros es una ciudad del estado mexicano de Durango, es cabecera del municipio de Cuencamé y está localizada en el centro-este del estado, dentro de la Comarca Lagunera.

## Toponimia
“Algunos afirman que Cuencamé fue fundado en 1570 por el español José Antonio Vizarrón, y que significa lugar de origen del fundador que provenía de Cuenca, España, y le agregó el sufijo “mé” para indicar mío, “Mi Cuenca”. (1)
Sobre esta versión, comenta el Ing. González, no se encontró ningún documento o antecedente histórico del personaje en mención, ni de españoles provenientes de Cuenca que llegaran a esta región, ni mucho menos en su fundación. Además en una Carta Annua que escribe el padre Franciscano Francisco Ramírez en agosto de 1594, los indígenas del lugar lo llamaban “Concuemé”. (2)
Otra versión, que se fue transmitiendo por tradición oral, es cuando se dice que Cuencamé, por ser paso obligado en otras épocas de caravanas de arrieros, al llegar al arroyo grande que pasa por este lugar, que anteriormente llevaba agua en forma constante, y por lo mismo era un lugar donde había grandes árboles, era el sitio ideal para que los arrieros hicieran paraje y que las mulas o animales de tiro aprovecharan para beber agua, y en forma casi natural realizaran sus necesidades fisiológicas; de ahí surge la versión popular de que los arrieros decían que se detendrían a descansar ahí donde las mulas o la “cuenca mé”.
Existe otra versión que dice que el significado de Cuencamé es de origen tepehuano y quiere decir “puerta del sol” o “lugar por donde sale el sol”, pero adolece al igual que las anteriores, de justificación ni sustento, tanto etimológico como documental histórico, y además la región era habitada por la tribu de los zacatecos, y estos eran enemigos irreconciliables de los tepehuanos. (3)
El Ing. González Contreras menciona que le llevó más de un año investigar para demostrar el verdadero significado de la palabra “Cuencamé”, de la cual dice y sustenta lo siguiente:
I. Originalmente este pueblo lo llamaban “Concuemi”.
II. El Pueblo original de “Concuemi” no es donde actualmente está la cabecera municipal.
III. La palabra es de origen náhuatl o mexica.
IV. Es palabra plural.
V. Su significado demuestra que este pueblo de la región, era uno de los escasamente asentados que se dedicaban a la agricultura como una de las fuentes básicas de su alimentación.
VI. La complementaban mediante la cacería y recolección de frutos silvestres, abundantes en la región.
Finalmente concluye el Ing. González diciendo que la palabra Cuencamé, en su acepción original en la lengua náhuatl que es “Concuemitl”, está formada por las partículas “con”, que es un artículo pluralizado según sea el sustantivo, y “cuemitl” que significa “tierras labradas” o “tierras de cultivo”, por lo que “Concuemitl” significa “Las tierras de cultivo”, y ante la dificultad de los europeos por pronunciar el náhuatl, a la que consideraban una lengua “impronunciable”, castellanizaron la palabra, como muchas otras, y simplemente lo llamaron Cuencamé.

## Historia
Los primeros pobladores que habitaron el valle donde se encuentra la población de Cuencamé, Dgo., fueron zacatecos de las tribus chichimecas, los límites naturales del valle donde se estableció esta tribu fueron: desde la parte oriental de la Sierra de Yerbaníz y la Sierra del Temascal, hasta el Río de las Nazas al norte, hasta las estribaciones de la Sierra de Jimulco al oriente; la Sierra de Yerbaníz servía de frontera natural entre los zacatecos y tepehuanos; el río Nazas era la frontera entre los zacatecos y las tribus ribereñas y laguneras, principalmente los irritilas, y hacia el sur y sureste existían los guachichiles.
Los zacatecos se agrupaban en torno a los manantiales existentes en la región y en las riberas del curso del Arroyo de Cuencamé, en lo que hoy son las comunidades de San Pedro de Ocuila, El Pueblo de Santiago, El Nogalito, Tierras Prietas, Pasaje y otros puntos, según se desprende por los objetos y vestigios encontrados en estos lugares (puntas de flecha, raspadores, buriles, objetos de molienda, etc.) con los cuales se denota cierto grado de sedentarización; se dedicaban de manera incipiente al cultivo de la tierra, a la recolección de frutos y raíces silvestres, principalmente las que les proporcionaban las cactáceas. Eran magníficos cazadores.
Se distinguían de las demás tribus por su costumbre de llevar vendas en la frente y medias calzas y sandalias que fabricaban con la fibra de la lechuguilla, llevaban el cabello hasta la cintura, se tatuaban y pintaban el cuerpo, también como distintivo de su tribu.
Y según asentaron los primeros misioneros que llegaron a esta región, eran de estatura crecida y bien agestados, afables y domésticos, a diferencia de las demás tribus chichimecas, buenos tiradores que no usaban el arco y la flecha sino únicamente para la caza.
De acuerdo a los rastros dejados por esta tribu, habitaban en grupos, en San Pedro de Ocuila, Pueblo de Santiago y la región de Pasaje; construían sus chozas y jacales con garrochas, tacotes y jarilla cubriéndolas de lodo, empezaron a usar el adobe hasta la llegada de los españoles; en la época de invierno se refugiaban en cuevas y cavernas para protegerse del frío; se organizaban en pequeños cacicazgos hereditarios que mantenían alianzas entre sí, realizaban trabajos comunales, todavía persisten en la actualidad en las comunidades de San Pedro de Ocuila y Pasaje, donde se organizan para realizar algunas actividades comunitarias, como el desazolve de las acequias para regar, a esta actividad comunitaria le llaman “faina” o faena.
El temor a los fenómenos naturales y a lo desconocido los hacía creer en la hechicería y los maleficios, tenían especial reverencia al sol, y atribuían sus desgracias y enfermedades a la luna y las estrellas.
En algunos lugares donde existían manantiales, como los descritos anteriormente, los zacatecos cultivaban el maíz y algunas calabazas, pero habitualmente dependían de los alimentos que les ofrecían las cactáceas y los mezquites; se comían las tunas crudas, secas y en forma de licor; también el corazón y las flores de los cactos.
Con el mezquite hacían un pan blanco en grandes rebanadas, que seguía siendo comestible durante muchos meses o hasta un año, y de la misma planta preparaban una especie de licor; el jugo del agave se utilizaba en lugar del agua cuando ésta escaseaba.

### Fundación
Existe otro documento, al igual que la Carta Annua del padre Ramírez de bastante importancia, desde el punto de vista histórico, que se encuentra en el Archivo Franciscano de la Biblioteca Nacional, en donde se cristaliza y se concreta la labor colonizadora de los españoles en el poblado de Cuencamé, que de hecho ya existían algunos congregados alrededor de la Misión y Doctrina fundada por los franciscanos, dicho documento viene a ser propiamente el Acta de Fundación oficial del Pueblo de indios de Cuencamé, de fecha 23 de enero de 1598, en este protocolo se dota a la población indígena congregada de tierras y agua, dotación que llevó a cabo el Capitán y Justicia Mayor de las Parras, Laguna y Río de las Nasas, Antón Martín Zapata, con la representación del Capitán General y Gobernador de la Nueva Vizcaya, acompaña al joven Capitán como promotor de la fundación y testigo de honor de este acto oficial, el padre Juan Agustín de Espinoza de la Compañía de Jesús. Convocan y congregan en esta población a los cacicazgos de las rancherías circunvecinas, nombran como primera autoridad de esta nueva Congregación a Martín Mitza, bautizado con el nombre del Capitán fundador, para que regule la saca y distribución del agua, todo esto quedó asentado en el acta que levantó y dio fe el escribano Real Don Rodrigo de Paz.
Después de fundado oficialmente este Pueblo de indios con el nombre de Cuencamé, la comitiva avanza más hacia el norte donde fundan, con igual protocolo: Santa María de las Parras en el Valle del Pirineo, así bautizado por los españoles, Santiago de Mapimí y San Juan de Casta, en las márgenes del Río Nazas, primer poblado fundado en la Región Lagunera.

FUNDACIÓN DEL REAL Y MINAS DE SAN ANTONIO DE CUENCAMÉ

Al descubrirse las minas en las Sierras de Santa María y San Lorenzo, los españoles se vieron en la necesidad de buscar un lugar amplio y con bastante agua para establecer sus molinos y fundiciones de metales, encontrando el sitio ideal a un lado del arroyo separado del pueblo de indios ya fundado aprovechando los manantiales cercanos, y fundan el Real y Minas de San Antonio de Cuencamé en el año de 1601 (actual cabecera municipal), la fundación del Real estuvo a cargo del Capitán español Pedro Morcillo, al que habían mercedado tierras en la región de Pasaje con el nombre de Estancia de San José y Agua de la Vieja.

En la visita que hizo a este Real, a principios del siglo XVII, el obispo de la Nueva Galicia, Alonso de la Mota y Escobar, menciona las minas y las fundiciones a la orilla del arroyo, dice que: “existen diez haciendas de moliente y fundiciones, las cuales muelen el metal con mulas, que viven en el Real en forma continua más de cien españoles entre mineros y mercaderes, que es uno de los Reales más bien poblados que hay en toda la Nueva Vizcaya. Que el Real cuenta con Iglesia Parroquial atendida por clérigos que proporciona el Patronato Real de la Nueva Vizcaya y cuyo salario lo cubren los mineros y vecinos”; al otro lado, “separado por el arroyo de Cuencamé, existe un monasterio de frailes franciscanos que tienen a su cargo la doctrina de un poblezuelo de indios chichimecos que se llama Cuencamé”, de quien tomaron el nombre este Real, “juntamente tienen estos religiosos a su cargo una parte de los indios que sirven en las casas y minas de los españoles....”; con respecto a la autoridad del Real, el obispo De la Mota y Escobar escribió: “Gobiérnase este Real por un Alcalde Mayor que provee el Gobernador de la Nueva Vizcaya....” Nótese la importancia que adquirió el Real al ostentar la categoría política de Alcaldía mayor.
Posteriormente el Pueblo de indios chichimecos como lo menciona el obispo De la Mota y Escobar, y con el fin de evitar confusiones, cambia el nombre a “Pueblo de indios de Santiago”. El convento y la doctrina de los indios estaban dedicados a la Purísima Concepción, mientras que la parroquia del Real, el santo patrono era San Antonio de Padua. Para este tiempo, los jesuitas habían abandonado esta región y se habían establecido en Santa María de las Parras.
El Real y Minas de San Antonio de Cuencamé, inmediatamente se convierte en el sitio más importante de la región, sus minas atrajeron gran cantidad de españoles, se establecieron varias fundiciones más, haciendas de saca y molinos de metales.

### Época colonial
Debido a la importancia económica y política que cobró el Real y Minas de San Antonio de Cuencamé, fue blanco de varias incursiones de tribus salvajes del desierto, principalmente los temibles tobosos. (1)
En una carta informe del Obispo Don Juan de Gorospe y Aguirre, al tomar posesión del obispado, el 13 de septiembre de 1662, describe y pinta la situación política y social que se vivía en la Nueva Vizcaya. En uno de los párrafos menciona que: “en el año de 1655 fue asaltado el pueblo de Cuencamé, por las tribus salineras, cabezas y tobosos, donde mataron mucha gente de laborío, hicieron notabilísimos robos y obligaron a que se despoblara el Real...” (2)
Informado de esta grave situación de guerra y levantamientos indígenas, el Virrey de la Nueva España decide establecer presidios o guarniciones militares que tendrían como propósito el resguardo y defensa de la población de los ataques de los indios, en el Real de Cuencamé se establece un presidio, que posteriormente fue trasladado a la Región de Pasaje; la Cédula real de erección del Presidio tenía fecha de 16 de junio de 1685, siendo el primer jefe de este destacamento militar el Capitán Juan Bautista Escorza. (3)
En el año de 1622, el convento establecido en el Real recibe el nombre de Convento de San Antonio de Cuencamé, y estaba a cargo de Fray Francisco Santos, y en el año de 1693, se le conoce como Convento de la Purísima Concepción. (4)
En el siglo XVIII, entre 1723 y 1740, el Real y Minas de San Antonio de Cuencamé, tuvo un periodo de relativa calma, este periodo de abundancia y calma en el Real, animaron a los vecinos a emprender la reconstrucción de la Parroquia de San Antonio de Padua, que había sido destruida por las tribus indígenas salvajes que asolaban la región, la construcción de la Parroquia actual, con su arquitectura colonial y barroca, se inició por orden y autorización del obispo Benito Crespo en el año de 1728, sobre las ruinas de la que ya había existido en el mismo lugar que sufrió los ataques y destrucción de los indígenas. (5)
En una visita que realizó el obispo Benito Crespo a este Real, el 15 de noviembre de 1729, autoriza la construcción de la capilla de la virgen de la Soledad. (6)
(1). G. Sarabia, Atanasio. “Apuntes para la Historia de la Nueva Vizcaya”, “La Conquista”, “Las sublevaciones”. Imprenta Reveles y Librería de Manuel Porrúa. México

(2). Gallegos, José Ignacio. “Historia de la Iglesia en Durango”. Pp.165. Colección México heroico. Ed. Jus. México 1969.

(3). Vallebueno Garcinava, Miguel. “El sur del obispado de la Nueva Vizcaya” I.I.H. UJED. Edición en prensa.

(4). Bargellini Cioni, Clara. “La arquitectura de la plata en el noroeste de México” Ed. UNAM. 1990.

(5). Ob. Cit.

(6). Archivo de Catedral de Durango. Libro XLV ff.16

### La independencia
El 25 de diciembre de 1810, se verificó una batalla entre españoles e insurgentes en los llanos de Tapias del entonces Partido de Cuencamé.
El 22 de mayo de 1824, el Congreso constituyente del estado de Durango, decreta la desaparición de la Provincia de la Nueva Vizcaya y se crea el estado de Durango, y para su organización administrativa y política se dividió en 10 partes denominados Partidos, Cuencamé fue uno de esos partidos y la población de Cuencamé como cabecera del mismo. Originalmente el Partido de Cuencamé estuvo integrado con la municipalidad del mismo nombre, Peñón Blanco y Santa Clara. (1)
En la ley de División territorial promulgada por el gobernador, Lic. Esteban Fernández, promulgada en diciembre de 1905, se establece que para el régimen administrativo del estado el territorio se divide en Partidos, municipalidades y jefaturas de manzana.
En esta nueva división territorial se establecen 13 partidos, uno de ellos es el de Cuencamé que comprende las municipalidades de Peñón Blanco y Santa Clara.
Originalmente la municipalidad de Cuencamé comprende: La cabecera de partido que es la villa de Cuencamé, 2 pueblos, 8 haciendas, 64 ranchos, 9 minerales y 7 estaciones de ferrocarril. (2)

### La reforma
En el año de 1864, el presidente de la República, Lic. Benito Juárez, en su peregrinar hacia paso del norte, la noche del 15 de septiembre, encontrándose hospedado en compañía de su comitiva en la hacienda de la Noria de Pedriceña, da el Grito de Independencia en el Aniversario del Inicio de esta lucha armada, frente a la casa grande de esta Hacienda. (3)
(1). División Territorial del Estado de Durango de 1810 a 1995. INEGI 1997.
(2). Fernández, Esteban. Gobernador del Estado de Durango. “Ley de división territorial 1905.” Hemeroteca del Congreso del Estado.
(3). Herrera, Catarino. “Geografía descriptiva, económica y social del Estado de Durango” Pág. 108. Ed. Patria. México, 1934

### El Porfiriato
En el antiguo Partido de Cuencamé, que abarcaba las municipalidades de Peñón Blanco y Santa Clara, la mayor parte de la superficie de la tierra estaba en manos de 14 familias de hacendados; la superficie de las tres municipalidades era de 980 000 ha. Y estaba poblada hasta antes de 1910 por 41 200 habitantes; las 14 familias, dueñas de las haciendas, juntas poseían una superficie de 1.185.900 ha, los únicos pueblos y congregaciones que poseían tierras eran la Villa de Cuencamé, los Pueblos Unidos de Santiago y San Pedro de Ocuila, que juntos sumaban aproximadamente 3700 ha, y Peñón Blanco que tenía 4500 has, siendo la superficie total de 8200 ha, que formaban el patrimonio de 6400 individuos que habitaban estos pueblos. (1)

### Rebelión de los pueblos unidos de Santiago y San Pedro de Ocuila
Los indígenas de los Pueblos Unidos de Santiago y San Pedro de Ocuila, del municipio de Cuencamé, fueron despojados arbitrariamente de sus tierras que poseían desde tiempo inmemorial, por el dueño de las Hacienda de Sombreretillo de Campa, Laureano López Negrete, reduciendo la propiedad de los indígenas a una legua cuadrada; (2) El conflicto entre comuneros de los Pueblos Unidos contra los hacendados se agudiza cuando empleados de la Hacienda de Sombreretillo asesinan, en una emboscada al jefe de cuartel de San Pedro de Ocuila, José Achá, y a Francisco Hernández Saldaña, apoderado de los indígenas, sucesos acaecidos el 20 de enero de 1909. (3)
Para defenderse y enfrentar en mejores condiciones a los terratenientes y recuperar los terrenos despojados, los comuneros de Ocuila se organizan y constituyen un “Comité de Defensa de los Pueblos Unidos de Santiago y San Pedro de Ocuila”, que encabezan los señores; Juan G. Machado, Vicente Gámiz, Nicasio Espinoza y Calixto Contreras Espinoza. (4)
Los comuneros se dan cuenta de que a través de la lucha legal no podían recuperar sus terrenos, se amotinan y se declaran en lucha abierta contra el régimen en el año de 1909 encabezados por Calixto Contreras Espinoza, armados toman la Presidencia Municipal del partido de Cuencamé, hostigan y atacan la Hacienda que les había arrebatado sus tierras, por este motivo, los cabecillas del movimiento fueron acusados por el delito de sedición y motín, reclutados al servicio forzoso de leva como castigo, y ante la posibilidad de que se generalizara en la región el alzamiento de los de Ocuila, el Gobierno Federal envía a la población de Cuencamé, el temible II Regimiento de Caballería del Ejército federal para que sirva de guarnición. (5)
(1). Rouaix, Pastor. Ing. “Geografía de Durango” Pág. 155. Comisión Editorial del Congreso del Estado de Durango. 1987.
(2). Ob. Cit. Pp. 156.
(3). Martínez Guzmán, Gabino. “La Revuelta de Ocuila” Publicado en “El Sol de Durango”. 24 y 25 de noviembre de 1989
(4). Carta Abierta dirigida al Gral. Porfirio Díaz por los indígenas de los Pueblos unidos de Santiago y San Pedro de Ocuila de la Municipalidad de Cuencamé, Dgo. México 1901. Archivo del Ejido Gral. Severino Ceniceros, Cuencamé, Dgo.
(5). Martínez Guzmán, Gabino. Chávez Ramírez, Juan Ángel. “Durango, Un volcán en erupción” Fondo de Cultura Económica. México 1998.

### La Revolución mexicana
Cuencamé en armas
Para el 20 de noviembre de 1910, fecha en que se inicia la Revolución mexicana, Calixto Contreras y su gente, que para estas fechas ya andaban montados y armados, se unen al movimiento maderista, son los primeros en la región en tomar las armas y acudir al llamado de la Revolución.
La gente de Cuencamé y sus alrededores, comandados por los generales Calixto Contreras y Severino Ceniceros, se unen e integran la Poderosa División del Norte, al mando del Gral. Francisco Villa, tienen participación destacada en sus heroicas batallas.
Cuencamé aportó al movimiento revolucionario 21 generales y alrededor de 70 oficiales de rangos menores, además de la multitud de revolucionarios, hombres y mujeres.
Los días 11 y 12 de diciembre de 1915, la comunidad de San Pedro de Ocuila y el Pueblo de Cuencamé, son desalojados e incendiados por las tropas carrancistas al mando de los Generales Francisco Murguía y Pablo González, por órdenes del Gobierno Federal, por el solo hecho de ser partidarios del General Francisco Villa y como un acto de venganza contra los Generales de esta población que constantemente infringían derrotas militares al ejército carrancista.

### Generales revolucionarios de Cuencamé
Calixto Contreras Espinosa General
Severino Ceniceros Bocanegra General y Político
Bernabé Gonzáles Vázquez General
Juan Espinosa y Córdoba General
Canuto Reyes Castellanos General
Lorenzo Ávalos y Puente General
Pedro Favela Bocanegra General
Pedro Mesta                                                                        General
Lucio Contreras                                                                  General
Hilario Rodríguez                                                                General
Maclovio Sánchez Núñez General
J.Santos Sánchez Domínguez General
Bibiano Hernández                                                             General
Vicente Orozco                                                                   General
Eladio Contreras Jáquez General
Jesús Díaz Couder General
Rosendo Armendáriz                                                         General
Pablo Gámiz                                                                        General
Luis Aguilar y Castro General
Alejandro González                                                             General
Juan Pablo Marrero General
José Maria C Rodríguez General

### Otros personajes
Margarita Favela Valdez reina de Durango
Vicente Favela Peimbert Coronel
Calixto Contreras Espinoza General
Severino Ceniceros Bocanegra General
Bernabé González Vázquez General
Juan Espinoza y Córdoba General
Margarito Machado Quezada Coronel y Político
Prócoro Castañeda                                                Músico
Enrique Mesta                                                         Escritor
Alfredo A. González Músico
Rosalio Salas Ceniceros Músico Concertista
Manuel Salas Ceniceros Pintor
Eduardo Trigueros Sarabia Abogado
José Ma. Favela Ingeniero Agrónomo
Lorenzo Hernández Martínez Cantante y Actor
Gilberto Castro Hernández (El Siniko) Cantante
Jaime Favela Martínez Deportista y Político
Rafael González Aguirre Pintor
Ma. Concepción Favela Ante Srita. Durango 1992
Ma. Guadalupe Favela Ante Srita. Durango 1994.
Salvador Benjamin Estrada García lic. en música
Mons. Enrique Sánchez Martínez Obispo

## Tradiciones
Una de las tradiciones más antiguas y de más arraigo en la población de Cuencamé, Durango, son las festividades del Señor de Mapimí, esta festividad religiosa se inicia desde el 28 de julio con el novenario donde se organizan peregrinaciones de los poblados cercanos con danzas y carros alegóricos; del 1 al 6 de agosto la festividad continúa con la feria tradicional; eventos deportivos y culturales, danzas y juegos pirotécnicos, esta festividad tiene su origen con el arribo a esta población de la imagen del Señor de Mapimí, el 6 de agosto de 1715.
La festividad en honor de la virgen de Guadalupe, en el antiguo pueblo de indios de Cuencamé, en el santuario que antes era parte del convento y que ahora está dedicado a la advocación de la virgen morena de rasgos mestizos, es otra de las tradiciones más sentidas del pueblo de Cuencamé, el día 12 de diciembre de cada año el santuario de la virgen de Guadalupe y la plazuela del mismo nombre reciben a toda la feligresía de Cuencamé en una fiesta popular donde se disfruta de las danzas, juegos pirotécnicos, y los tradicionales antojitos mexicanos. En años anteriores, para los habitantes de este pueblo, esta fecha tenía una significación histórica, se recordaba el día que las tropas carrancistas desalojaron y quemaron este pueblo para un 12 de diciembre de 1915, para recordar esta fecha, en las casas sobre las azoteas se encendían cachimbas, mechones o hachones con fuego para simbolizar la quema de Cuencamé.
La Semana Santa en Cuencamé también tiene una máxima significación, como en todo el mundo católico que celebra la pasión de cristo, se escenifica este acto con la participación de grupos de jóvenes que asumen su papel con devoción y presentan los pasajes que van desde el juicio, pasión y crucifixión de Cristo; esta fecha es considerada, por su importancia para la iglesia católica, para la adoración de la sagrada imagen del Señor de Mapimí.
Otra tradición de arraigo popular es la fiesta del Pueblo de Santiago, durante los días 24 al 26 de julio de cada año, hay danzas y juegos pirotécnicos; en honor de Santiago Apóstol.
En el pueblo de San Pedro de Ocuila, se celebra el Santo patrono, San Pedro de Alcántara, el 19 de octubre de cada año, con danzas, eventos culturales, coleadera, jaripeo, juegos pirotécnicos.

## Actividades culturales
Las manifestaciones culturales en esta comunidad tienen su origen en las festividades religiosas, como la danza de pluma que se baila en el Pueblo de Santiago, las danzas de matachines y apaches que se bailan el 12 de diciembre, 6 de agosto, Semana Santa y cada día 6 de cada mes, las pastorelas y coloquios que se escenifican en las fiestas navideñas junto con los nacimientos, también son manifestaciones de la cultura popular.
Existen algunos artesanos en la comunidad que elaboran objetos de fibra de lechuguilla llamada ixtle, utilitarios de tule, pieles y madera, en forma rústica pero con una técnica que se ha venido transmitiendo de generación en generación, desafortunadamente esta tradición artesanal se ha ido perdiendo debido a la poca demanda de los productos y la incosteabilidad en el mercado al ser sustituidos por materiales sintéticos e industriales de baja calidad y costo.
Se cuenta en la cabecera municipal con una Biblioteca Pública con servicio de videoteca, y sala digital para uso de los estudiantes de todos los niveles y la población en general, este inmueble está ubicada en la esquina de Av. Sarabia y calle Leona Vicario, cuenta con tres empleadas para atención al público, actualmente se encuentra cerrada.
Existe un salón de usos múltiples construido para eventos políticos, culturales y sociales, su diseño arquitectónico es malo y cuenta con una mala acústica por lo que no se pueden realizar algunos eventos culturales. Existen dos clubes sociales; el club Sertoma y el club de Leones, los cuales promueven la convivencia entre sus agremiados y organizan actividades de bienestar social.
Funciona un Museo Comunitario en el Kiosco de la Plaza Principal, donde el tema principal es la Revolución en Cuencamé.

### Vías de comunicación

#### Carreteras
En la actualidad, el municipio de Cuencamé es atravesado por la Autopista de cuota de cuatro carriles, en el tramo Gómez Palacio a la Ciudad de Durango, la autopista pasa por el poniente de la cabecera municipal aprox. a 1 km, antes de llegar al poblado de El Tanque.
Se encuentra en la intersección de dos de las carreteras más importantes del país: La carretera 49 que comunica la Ciudad de México con Ciudad Juárez, que representa la frontera más importante con Estados Unidos, y la carretera 40 que atraviesa el país de oriente a poniente uniendo los puertos de Matamoros con Mazatlán, lo cual confiere a la ciudad una importancia por su ubicación estratégica.
Anteriormente, durante casi toda la época colonial, el antiguo Real de Cuencamé era tocado por el Camino Real de Tierra Adentro, en su tramo de Zacatecas hasta Nuevo México; actualmente confluyen en la cabecera municipal las carreteras Vía Corta o 49, en su tramo Torreón - Fresnillo, y la Carretera Interoceánica o 40 en su tramo Torreón –Durango; existen en el Municipio de Cuencamé, hasta el año de 1990, 79,8 km de carreteras locales pavimentadas, y 229 km de caminos rurales que comunican a los diferentes comunidades y ejidos del municipio. (1)

#### Ferrocarril
La única vía férrea que atraviesa el municipio es el ferrocarril central, en su ramal Torreón - Durango; esta vía toca cinco estaciones en el municipio: Huarichic, Pedriceña, Las Mercedes, El Centro o Agua Vieja y Pasaje, esta última es la más cercana a la cabecera municipal, y antes de que existieran las carreteras que hoy atraviesan esta cabecera, era el único medio de transporte, el cual tenían que abordar en la estación de Pasaje, los pasajeros de Cuencamé tenían que recorrer aproximadamente 12 km para abordarlo; la inauguración oficial de esta vía férrea fue el 10 de noviembre de 1892, en plena época porfirista. (2); son 84 km de vía férrea, en lo que corresponde en su travesía por el municipio de Cuencamé.

## Educación
El municipio de Cuencamé cuenta con infraestructura necesaria para impartir educación preescolar, primaria, media básica, media superior y superior.
El equipamiento para educación en la Ciudad de Cuencamé de Ceniceros está formado por 2 guarderías, 5 jardines de niños, 5 escuelas primarias, un Centro de Atención Múltiple, una Escuela Secundaria, un Bachillerato, y una extensión del ITD.
Las guarderías tienen capacidad para atender hasta cien niños y son adecuadas para las necesidades de la Ciudad.
La educación preescolar se imparte en los siguientes jardines:
- Jardin de niños Pablo Picasso.
- Jardin de niños María Montessori
- Jardin de niños Josefina Ramos
- Jardin de niños Calixto Contreras Ramírez
- Instituto Jerónimo Ramírez

La educación primaria se imparte en las escuelas:
- Lázaro Cárdenas, con capacidad para 250 alumnos
- Adolfo López Mateos, con capacidad para 150 alumnos.
- Juan de la Barrera, con capacidad para 500 alumnos.
- Leona Vicario, con capacidad para 600 alumnos.
- Distribuidores NISSAN n.º 46, con capacidad para 150 alumnos.

Casi todas las escuelas primarias fueron construidas en los años 70. A excepción de la Leona Vicario que fue la primera escuela de la ciudad, originalmente estaba ubicada en un edificio antiguo donde ahora se encuentra la Biblioteca Pública y la Distribuidores NISSAN n.º 46 inaugurada en el año 2006.
Para le educación secundaria se tiene la Escuela Secundaria General “Gral. Severino Ceniceros”, construida hace aproximadamente 35 años, cuenta con 18 salones para atender hasta 40 alumnos cada uno, teniendo una capacidad para 720 alumnos. Tienen acceso a ella el 90% de los alumnos egresados de las escuelas primarias de la ciudad, el otro 10% continúan sus estudios fuera de la localidad o dejan de estudiar.
El CBTis 115, ofrece a la comunidad la oportunidad de cursar la educación preparatoria, imparte una preparación superior y una capacitación técnica para el trabajo inmediato en tres tipos de talleres: máquinas de combustión interna, computación y contabilidad.
Actualmente cuentan con dos instituciones que ofrecen educación superior, una Unidad a Distancia del Instituto Tecnológico de Durango que ofrece actualmente la carrera de Ingeniería Industrial y la Universidad Politécnica de Cuencamé donde se ofertan carreras de ingeniería.https://www.upcuencame.edu.mx/recorrido/index.htm

## Turismo
En el municipio de Cuencamé se pueden admirar y disfrutar de algunos atractivos naturales como son los manantiales de Ramón Corona, San Pedro de Ocuila y Pasaje; en las sierras de San Lorenzo, La Venada, de Palotes y Los Leones donde se puede cazar venado, puma, gato montés, conejo, liebre. Como atractivos turísticos de la ciudad está el templo de San Antonio de Padua, construido a principios del siglo XVII, y reconstruido a principios del siglo XVIII, en este templo se pueden admirar las siguientes obras de arte: retablo barroco estípite de madera que enmarca la imagen del Señor de Mapimí, otro retablo neoclásico anástilo, Una pintura al óleo barroca con las animas del purgatorio, la virgen del Refugio, San Francisco y San Nicolás Tolentino, Un cuadro con Santa Teresa de Ávila y las ánimas del purgatorio. En la parte exterior del templo, en el atrio del mismo en el extremo poniente se levanta un pilar cuadrado de cantera que sostiene en su parte superior un Reloj de Sol.
El Templo de la Virgen de la Soledad y el Santuario de la Virgen de Guadalupe.
La Hacienda de Atotonilco, de acceso restringido, que conserva su estilo arquitectónico y mobiliario de la época porfirista.
La Exhacienda de Pedriceña, la Casa Grande y la Iglesia que cuenta con una admirable colección de pinturas al óleo del siglo XVIII.
En la Plaza Principal de la cabecera municipal, se puede admirar el monumento a los 21 generales originarios del municipio.
Existen en el municipio varios cascos de Hacienda en ruinas, algunos se podían rescatar y restaurar y convertirlos en atractivos turísticos, estas haciendas son La Purísima, Juan Pérez, La Estanzuela, San Marcos, La Carleña y San Jerónimo.

## Política

### Presidentes municipales
Ciudadanos que fungieron como presidentes municipales desde la época posrevolucionaria hasta la fecha
PRESIDENTE PERIODO
- Fermín Trejo 1916
- Francisco Gómez Castro 1917
- Margarito Machado Quezada 1918
- José Ma. Luján 1918
- Francisco Aceval 1919
- Francisco Gómez Castro 1920
- Francisco Gómez Castro 1921
- Antonio Mesta 1922
- Francisco Gómez Castro 1923
- Francisco Gómez Castro 1923 - 1924
- Ernesto Martínez 1925
- Edmundo Rosales Hurtado 1925
- Edmundo Rosales Hurtado 1926
- Bernardino Esquivel 1927
- Candelario Machado 1927
- Bernardino Esquivel 1928
- Edmundo Rosales Hurtado 1929
- Camilo R. Martell 1929 - 1930
- Adolfo Chávez 1930
- Jesús López 1931 - 1932
- Andrés Luján 1932
- Francisco Gómez Castro 1932
- Félix Castro 1933 - 1934
- Alberto Rosales 1935
- Margarito Machado García 1936
- Juan García R. 1936
- Esiquio Hernández Contreras 1937
- José R. Machado 1937
- José Santos Moreno 1938
- Gilberto Contreras 1939 - 1940
- Martín Zamora 1940
- Mariano Machado Galván 1941 - 1942
- Ponciano Salas 1943
- Manuel Favela Bocanegra 1943 - 1944
- Candelario Machado 1944
- Baltasar Espinoza Chávez 1945 - 1947
- Jesús Mojarro Sánchez 1947 - 1950
- Filiberto Sáenz Valverde 1950 - 1952
- Esiquio Hernández Contreras 1953 - 1956
- Margarito Machado García 1956 - 1957
- Francisco Herrera Haros 1957 - 1959
- Luis D. González 1959
- Luis Luján Carrillo 1959 - 1962
- Ignacio Machado Luján 1962 - 1965
- Francisco O. M. Espinoza 1965 - 1966
- Juventino Facio Esparza 1966 - 1968
- Jesús Benavente Esparza 1968 - 1971
- Pedro Rosales Aguilera 1971 - 1974
- Rómulo Martínez Guzmán 1974 - 1977
- Erasmo Martínez Galindo 1977 - 1980
- Gonzalo Villarreal Chávez 1980 - 1983
- Daniel Rosales Aguilera 1983 - 1986
- Pedro Serna Aguirre 1986 - 1989
- Jaime Favela Martínez 1989 - 1992
- Erasmo Martínez Galindo 1992 - 1995
- Norma Elizabeth Sotelo Ochoa 1995 - 1998
- René Carreón Gómez 1998 - 2001
- Luis Fernando Machado Rosales 2001 - 2004
- Pablo Carrillo Montalvo 2004 - 2007
- Rocío Patricia Sotelo Ochoa 2007 - 2010
- José Eligio Moreno Martínez 2010-2013
- Edith Bernarda Orozco Machado 2013 - 2016
- Ismael Guerrero Moreno 2016 - 2019
- María de Lourdes Martínez Espinosa 2019 - 2022